# Kappan

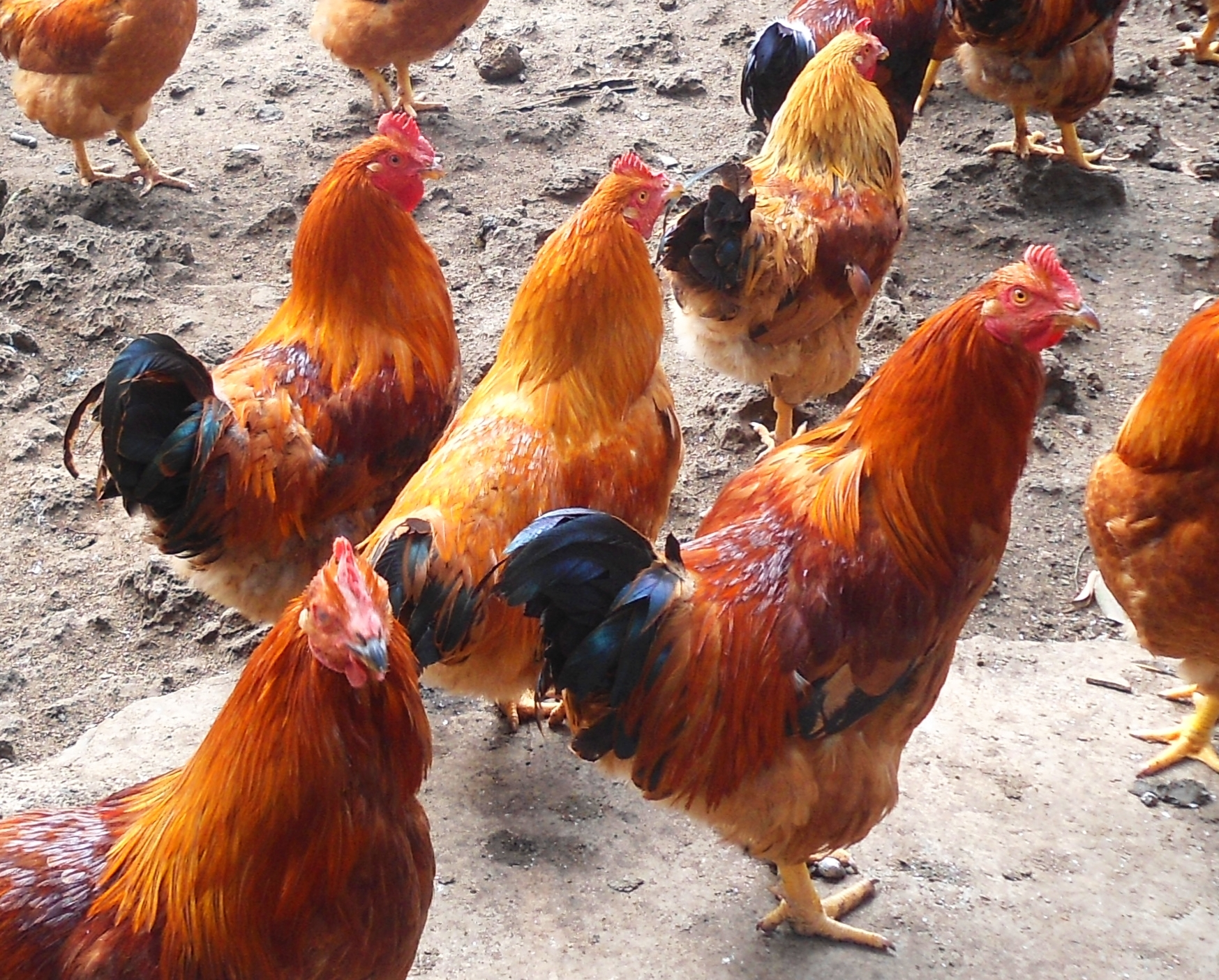
Élő kappanok Hajnanban, Kínában, megfigyelhető a kakasokénál sokkal kisebb fej és taraj.

A kappan a magyar nyelvben két értelemben használatos kifejezés: egyik, ismertebb jelentése fiatalon, néhány hónaposan kiherélt kakas, másik, szintén általánosan használt jelentése idősebb, nők körül legyeskedő, illetve impotens férfi.

## Biológia
A fiatal, nem szaporításnak szánt, vágásra kerülő kakasokat 3-4 hónaposan herélik ki. A beavatkozás következtében bőrük fehér, gyöngyházfényű lesz, a kakasokra jellemző külső nemi jegyek (taraj, toroklebenyek, sarkantyú) nem, vagy csupán csökevényesen fejlődnek ki. A kappanok húsa a kakasokénál zsírosabb, gazdagabb, a szárnyasok mérete is nagyobb. Ezen változások oka a kasztráció miatt bekövetkező hím nemi hormon hiány, amelyből következően a kappanok a kakasoknál jóval kevésbé agresszívek, könnyebben kezelhetőek.

## Története
Az eljárás eredete tisztázatlan, az ókori Kínában, Görögországban és Rómában már gyakorolták. A római Lex Faunia Kr. e. 162-ben megtiltotta a tyúkok gabonával történő hizlalását, ezért a rómaiak kappanokat kezdtek hizlalni - ez a baromfiak méretének megduplázódásával járt. Ez a gyakorlat a középkorban is folytatódott, a fennmaradt gasztronómiai szövegek a kappant mint igen kedvelt baromfit írták le. A tanyasi udvarok többi szárnyasát közönséges paraszti ételnek tekintették. A nép körében az a humoros álláspont terjedt el, hogy "a szerzetesek gyengéje a kappanhús".